# Sliminde
Sliminde (tysk: Schleimünde) er en 112 ha stor halvø ved Sliens munding i Østersøen. Halvøen kaldes også Lodsøen (tysk: Lotseninsel). Ved højvande bliver dele af området oversvømmet.
Kysten ved Sliens munding er under konstant forandring på grund af havets og vindens påvirkning. Det fortælles også om holstenerne i 1410 sænkede ti skibe i indsejlingen, så den sandede til kun 0,5 m dybde. Da den naturlige lavvandede munding i 1700-tallet igen var i fare for at sande til, og dermed ikke længere ville være sejlbar, erhvervede folk fra slibyerne Slesvig, Kappel og Arnæs i 1784 området og byggede en ny mundning længere sydpå ved Olpenæs odde. Dermed blev den nord for den nyoprettede munding beliggende Sliminde til en ø. Den nye munding blev befæstet med moler og førte til stor økomonisk opsving i slibyerne.
Sliens naturlige munding er nu fuldstændig tilsandet og Sliminde danner i dag en enhed med halvøen Ø (tysk: Oehe) i Angel, hvor der er oprettet et naturreservatet Vogelfreistätte Oehe-Schleimünde (Fuglefristed Ø-Sliminde). Sliminde har stor betydning som rasteplads for trækkende og overvintrende fugle. Blandt de hyppigste rugende fuglearter på Sliminde og Olpenæs er stormmåger og terner. Ved siden af naturbeskyttelsesområdet findes her en lille lystbådehavn, et lodshus og fyrtårnet Sliminde. Lystbådehavnen er kun tilgængelig fra havet. Direkte ved havnen befinder sig spisestedet Giftbude. Begrebet Giftbude er en sjælden nordtysk udtryk for restauration. Direkte oversat betyder ordret Gavebod. Lodshuset huser nu fugleobservatører.
Sliminde er allerede nævnt i Jomsvikingernes saga. Sydøst for Sliminde lå i middelalderen byen Mindesby (Mynnæsby eller Mynnaesby) samt borgen Gammelborg (også: Gamleborg, på tysk Oldenburg). Selve halvøen hed Mindholm. Byen blev blandt andet nævnt i Kong Valdemars Jordebog fra 1231 som en by i kongens ejendom (krongods). Stedet dannede dengang et selvstændig sogn i Nyherred. Kirkelige ceremonier blev holdt i Gammelborgens kirkerum. Det fortælles, at indbyggerne fra blandt andet Høgsmark kom hver søndag til gudstjeneste til Mindesby. Det berettedes også om deltagere i Erik Emunes oprør mod kong Nils, som blev holdt til fange i Gammelborgens rundtårn i 1132/1134. Borgen blev også anvendt som toldstation, hvor indsejlende skibe skulle betale afgift (Sli-told). Udsejlende skibe betalte i selve Slesvig by. Bebyggelsesrester fra byen samt tårn og kirkegård ligger nu ude i havet.
Stedet er også nævnt i et lokalt folkesagn, som beretter om tabet af en af to nystøbte kirkeklokker for Gelting Kirke i havet ud for Sliminde. Hvis nu den tilovers blevne kirkeklokke i Gelting ringer, kan byen tydelig høre, at den siger Min mag ligger i æ Minn´
En stor del af området på halvøen er siden 2008 ejet af miljøstiftelsen Lighthouse Foundation.

## Sliminde Fyr
54°40′17.2″N 10°02′10.6″Ø / 54.671444°N 10.036278°Ø
Slimindes fyrtårn er beliggende på halvøens nordmole og blev indviet i 1871. Det afløste en mindre forgænger, som var blevet opført i 1861 på samme sted. Det næsten 15 m høje tårn er bygget af gule teglsten og havde i begyndelsen en lygte med petroleumsbrænder og en fast linse med en brændvidde på 400 mm. Linsen anvendes den dag i dag, mens lyskilden er blevet udskiftet med en 500 W halogenlampe. Lyset kan ses i en afstand af cirka 15 sømil. Fyret på lodsøen Sliminde er nu fjernstyret af medarbejdere fra skibsfartskontoret i Travemünde ved Lübeck.

## Galleri
- Slimindes lodsø
- Færgen til Sliminde
- Lystbådehavnen i Sliminde, i baggrundes ses Olpenæs
- Stranden ved Sli-siden, i baggrunden ses fiskerbyen Masholm (Måsholm)
- Stranden ved Østersø-siden
- Trægruppe i Sliminde
- Udsigt fra Sliminde
- Naturfredet område